# Моріс Гастіже
Моріс Гастіже (фр. Pierre Gastiger, 3 жовтня 1896, Серне — 22 січня 1966, Ренн) — французький футболіст, що грав на позиції нападника.

## Футбольна кар'єра
З 1914 року виступав у клубі «Леваллуа», де також грав його брат П'єр Гастіже. В 1921 році перейшов разом з братом у команду «Ренн». Фіналіст Кубка Франції 1921/22, у якому «Ренн» поступився з рахунком 0:2 «Ред Стару».
В 1914 році дебютував у складі збірної Франції в товариському матчі проти Люксембургу (4:5). В наступному матчі відзначився голом у грі з Швейцарією, у якому французька команда зуміла звести матч до нічиєї (2:2), забивши обидва голи в самому кінці матчу.
У 1919 році був учасником Міжсоюзницьких ігр, великих спортивних змагань, що були організовані країнами-переможцями в Першій світовій війні. Участь у змаганнях брали діючі і колишні учасники збройних сил своїх країн. У складі збірної Франції (як і в інших командах) виступали відомі футболісти, гравці національної збірної. Моріс відзначився голом у першому матчі зі збірною Румунії (4:0). В інших матчах групового турніру не грав, але потрапив у склад команди у фіналі проти Чехословаччини, що завершився поразкою збірної Франції з рахунком 2:3.
В травні 1920 року зіграв свій третій офіційний матч за збірну в грі проти Бельгії (2:1). Того ж року потрапив у склад збірної Франції на Олімпійських іграх у Брюсселі, але на поле не виходив.

## Досягнення
- Фіналіст Кубка Франції: (1)

«Ренн»: 1921-22
- Фіналіст Міжсоюзницьких ігор: (1)

Франція (військ.): 1919

## Статистика виступів

### Статистика виступів за збірну
| Дата       | Місто              | Господарі  | Результат | Гості     | Турнір           | Голи | Примітки |
| ---------- | ------------------ | ---------- | --------- | --------- | ---------------- | ---- | -------- |
| 08/02/1914 | Люксембург (місто) | Люксембург | 5 – 4     | Франція   | товариський матч | -    |          |
| 08/03/1914 | Париж              | Франція    | 2 – 2     | Швейцарія | товариський матч | 1    |          |
| 28/03/1920 | Париж              | Франція    | 2 – 1     | Бельгія   | товариський матч | -    |          |
| Усього     |                    | Матчів     | 3         |           | Голів            | 1    |          |